# Ilex hunanensis
Ilex hunanensis är en järneksväxtart som beskrevs av Cheng Jing Qi och Q.Z.Lin. Ilex hunanensis ingår i släktet järnekar, och familjen järneksväxter. Inga underarter finns listade i Catalogue of Life.